# 吴钊统
吴钊统（1913年12月—1991年），男，河南信阳当谷山吴家祠人，中华人民共和国军事人物，中国人民解放军开国少将。

## 生平
父亲吴道辅早年参加革命，1926年参加中国共产党，1928年被当局杀害。
14岁便参加了儿童团，并被选为儿童团团长。1931年1月参加革命，1932年加入中国共产主义青年团，同年加入中国共产党。
1955年被授予大校军衔，1961年晋升为少将军衔。
1981年6月离休。      